# Korzec
Korzec war ein polnisches Volumenmaß und entsprach dem Scheffel. Verschiedene Schreibweisen und Aussprachen, wie Korcec, Korschetz und Koretz, sind aus der Literatur bekannt.
Das Getreidemaß war in den Regionen verschieden und änderte sich 1764 und 1819.
So waren es ab 1764 noch 32 Scheffel oder 120,6 Liter und ab 1819 128 Liter.
Die Maßkette war
- Polen, allgemein 1 Korzec = 2 Polkorcow/Halbscheffel = 4 Cwerci/Viertel = 32 Garniec = 128 Kwarta = 512 Kwaterka = 6452 4/5 Pariser Kubikzoll = 128 Liter
- Krakau 1 Korzec = 6054 ½ Pariser Kubikzoll = 120 Liter
- Czernowitz und Lemberg 1 Korzec = 6200 Pariser Kubikzoll = 122 Liter

In der Schreibweise Koretz war es auch ein ungarisches Volumenmaß für trockene Ware (Getreidemaß).
- Zips 1 Koretz = 31,2492 Liter[1]